# Odontocera villosa
Odontocera villosa là một loài bọ cánh cứng trong họ Cerambycidae.